# Deutsche Cadre-47/1-Meisterschaft 1974/75

Veranstaltungsort: Essen

Die Deutsche Cadre-47/1-Meisterschaft 1974/75 ist eine Billard-Turnierserie und fand vom 21. bis zum 22. September 1974 in Essen zum neunten Mal statt.

## Geschichte
Sehr überlegen gewann der Berliner Dieter Müller ungeschlagen seinen dritten Cadre 47/1-Titel in Folge. Platz zwei aus dem Vorjahr verteidigte Günter Siebert vor Dieter Wirtz. Außer Müller hatten die Leistungen der restlichen Teilnehmer kein internationales Niveau.

## Modus
Gespielt wurde im Round-Robin-Modus bis 300 Punkte.
Die Endplatzierung ergab sich aus folgenden Kriterien:
1. Matchpunkte
2. Generaldurchschnitt (GD)
3. Bester Einzeldurchschnitt (BED)
4. Höchstserie (HS)

## Teilnehmer nach Ausgangsklassement
1. Dieter Müller (Billard-Akademie Berlin) (Titelverteidiger)
2. Günter Siebert (Billardfreunde Altenessen Süd)
3. Dieter Wirtz (Düsseldorfer Bfr. 54)
4. Peter Sporer (BSV München)
5. Wolfgang Matz (Düsseldorfer Bfr. 54)

## Abschlusstabelle
| MP    | Match Points (Sieger = 2; Unentschieden = 1; Verlierer = 0) |
| Pkte. | Erzielte Karambolagen                                       |
| Aufn. | Benötigte Versuche                                          |
| GD    | Generaldurchschnitt                                         |
| BED   | Bester Einzeldurchschnitt eines Spielers                    |
| HS    | Höchstserie                                                 |
|       | Bester GD des Turniers                                      |
|       | Bester ED des Turniers                                      |
|       | Beste HS des Turniers                                       |
|       | 1. Platz (Gold)                                             |
|       | 2. Platz (Silber)                                           |
|       | 3. Platz (Bronze)                                           |

| Klassement                 | Klassement     | Klassement | Klassement | Klassement | Klassement | Klassement | Klassement |
| Platz                      | Name           | MP         | Pkte.      | Aufn.      | GD         | BED        | HS         |
| -------------------------- | -------------- | ---------- | ---------- | ---------- | ---------- | ---------- | ---------- |
| 1                          | Dieter Müller  | 8:0        | 1200       | 52         | 23,07      | 30,00      | 126        |
| 2                          | Günter Siebert | 6:2        | 1055       | 86         | 12,26      | 15,78      | 83         |
| 3                          | Dieter Wirtz   | 4:4        | 937        | 59         | 15,88      | 25,00      | 96         |
| 4                          | Wolfgang Matz  | 2:6        | 668        | 79         | 8,45       | 10,34      | 74         |
| 5                          | Peter Sporer   | 0:8        | 375        | 80         | 4,68       | –          | 34         |
| Turnierdurchschnitt: 11,89 |                |            |            |            |            |            |            |